# شهرستان طرقبه شاندیز
شهرستان طرقبه شاندیز با نام پیشین شهرستان بینالود یکی از شهرستان‌های استان خراسان رضوی است.  این شهرستان در سال ۱۳۸۷ از شهرستان مشهد جدا و مستقل شده‌است.

## تغییر نام
شهرستان بینالود با درخواست مردم و مصوبه هیئت دولت در تاریخ ۱۷ خرداد ۱۴۰۱ به شهرستان طرقبه شاندیز تغییر نام یافت.

## تقسیمات کشوری
- شهرستان طرقبه شاندیز بینالود
- بخش طرقبه
- بخش شاندیز

## تاریخچه
این شهرستان تا تابستان ۱۳۸۷، یکی از بخش‌های شهرستان مشهد بود که از این تاریخ با انتزاع از شهرستان مشهد، به شهرستان ارتقاء یافت.
محدودهٔ این شهرستان از دوراهی طرقبه شاندیز (بعد از پل مهندس پرتویی) که عملاً انتهای بلوار وکیل‌آباد مشهد است آغاز می‌شود و از شمال به محور مشهد قوچان محدود می‌شود. این شهرستان از جنوب با شهرستان نیشابور و از غرب نیز به شهرستان گلبهار متصل می‌باشد.
شهرستان طرقبه شاندیز بینالود پس از مشهد و نیشابور مهم‌ترین شهرستان توریستی و گردشگری استان خراسان رضوی محسوب می‌شود. شهر شاندیز نیز به‌عنوان نخستین منطقهٔ بین‌المللی نمونهٔ گردشگری ایران در سال ۱۳۸۴ توسط دولت برگزیده شده‌است.
سوغات این شهرستان صنایع دستی، پوستین‌دوزی، بستنی و شیشلیک می‌باشد. روستای ویرانی از روستاهای شاندیز به عنوان بازار اصلی نمایشگاهی و تولیدی مبلمان خراسان در حاشیهٔ جادهٔ مشهد شاندیز قرار دارد. شیوهٔ پخت شیشلیک شاندیز در تیرماه سال ۱۳۹۵ در فهرست میراث معنوی ناملموس ایران به ثبت رسیده‌است.
ارتفاعات مهم بینالود و قله‌های چمن در جنوب این شهرستان قرار دارد. مشهد وَ این شهرستان دارای مراکز متعدد تفریحی پذیرایی، اقامتی، رفاهی بوده و مطابق آمار رسمی با پذیرش بیش از پنجاه و سه/۵۳ میلیون مسافر و گردشگر، از مهم‌ترین و گردشگری‌ترین نقاط ایران محسوب می‌شود.